# 8551 Daitarabochi
A 8551 Daitarabochi (ideiglenes jelöléssel 1994 VC7) egy kisbolygó a Naprendszerben. M. Hirasawa és S. Suzuki fedezte fel 1994. november 11-én.